# گویر عباس
گویر عباس (ترکی آذربایجانی: Göyər Abbas) یک منطقهٔ مسکونی در جمهوری آرتساخ است که در استان کاشاتاق واقع شده‌است.